# Aristolochia debilis
Aristolochia debilis är en piprankeväxtart som beskrevs av Siebold & Zucc.. Aristolochia debilis ingår i släktet piprankor, och familjen piprankeväxter. Inga underarter finns listade i Catalogue of Life.